# Hasan al-Bannā

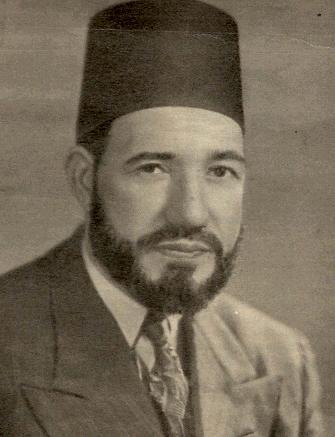
Hasan al-Bannā

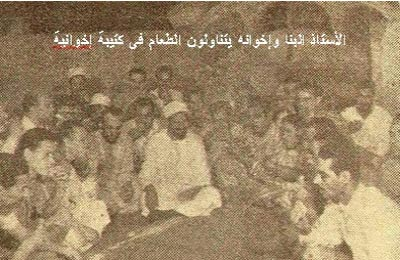
Hasan al-Bannā mit Gefolgschaft (1935)

Hasan al-Bannā (vollständig ägyptisch-arabisch Hassan Ahmed Abdel Rahman Mohamed El Banna, arabisch حسن أحمد عبد الرحمن محمد البنا, DMG Ḥasan Aḥmad ʿAbd ar-Raḥmān Muḥammad al-Bannā; * 14. Oktober 1906 in Mahmudiyya (etwa 50 Kilometer östlich von Alexandria); † 12. Februar 1949 in Kairo) war Gründer und erster geistlicher Führer (muršid ʿāmm) der Muslimbruderschaft, einer der wichtigsten und einflussreichsten islamistischen Bewegungen des 20. Jahrhunderts. Zahlreiche islamistische Organisationen berufen sich noch heute auf al-Bannās Ideen und die seiner Nachfolger. Von seinen Anhängern wird al-Bannā 
wie auch Sayyid Qutb wegen seiner Ermordung als „der Märtyrer-Imam“ (al-Imām aš-šahīd) tituliert.
Bannās Enkel ist der einflussreiche Islamgelehrte Tariq Ramadan, Sohn einer Tochter al-Bannās und des ebenfalls einflussreichen Denkers Said Ramadan. Der liberale Islam-Gelehrte Gamal al-Banna war der jüngere Bruder von Hasan al-Bannā.

## Jugend und Ausbildung
Hasan al-Bannā wurde 1906 in Mahmudiyya, einer kleinen Provinzstadt am Rande des Nildeltas geboren. Er wuchs in kleinbürgerlichen, traditionsverbundenen Verhältnissen auf. Sein Vater Ahmad al-Bannā as-Sāʿtī war Uhrmacher und hatte einen Laden, in dem er Grammophonplatten verkaufte. Zwar besaß er keinen formalen akademischen Abschluss, doch hatte er die Ausbildung an einer religiösen Schule (Madrasa) durchlaufen, besaß eine beachtliche Büchersammlung und gehörte dem Schādhilīya-Orden an. Auch verfasste er Bücher zu religiösen Themen. Hasan al-Bannā war das erste Kind seiner Eltern. Sein Vater war zur Zeit seiner Geburt 25, seine Mutter 17. Ab 1915 besuchte Hasan die „Religionsschule des rechten Handelns“ (Madrasat ar-Rašād ad-Dīnīya) von Scheich Muhammad Zahrān, einem Lehrer, dem er sich lebenslang verbunden fühlte. Als Zahrān drei Jahre später die Schule verließ, wechselte Hasan auf die staatliche Grundschule in Mahmudiyya. In Mahmudiyya schloss Hasan al-Bannā Freundschaft mit mehreren Anhängern der Hasafīya-Bruderschaft, einem Zweigorden der Schādhilīya. Einer von ihnen war Ahmad as-Sukkarī, der später eine führende Rolle in der Muslimbruderschaft spielen sollte.
1919 wurde Hasan al-Bannā im Lehrerseminar in der nahegelegenen Provinzhauptstadt Damanhur zugelassen, obwohl er das Mindestalter von 14 Jahren noch nicht erreicht hatte. In Damanhur verstärkten sich al-Bannās Verbindungen zur Hasafīya. So besuchte er fast täglich das Grab von Hasanain al-Hasafī (gest. 1910), dem Gründer dieser Bruderschaft, nahm Unterricht bei einem ihrer Scheiche und beteiligte sich an ihren wöchentlichen Hadhra-Versammlungen. Am Wochenende konnte er in das weniger als 20 Kilometer entfernte Damanhur zurückkehren. 1923 schloss er mit weniger als 17 Jahren das Lehrerseminar von Damanhur erfolgreich ab.
Im Ramadan 1923 fuhr al-Bannā zum ersten Mal nach Kairo, um die Eingangsprüfung für das Dār al-ʿulūm abzulegen, einer Art Pädagogischen Hochschule für Arabischlehrer an staatlichen und privaten Grundschulen. Wie er in seinen Memoiren schreibt, war er empört über die Freigeisterei (ilḥād) und Zügellosigkeit (ibāḥīya), die er in Kairo sah. Besonders entrüstet war er über die Aktivitäten der Theosophischen Gesellschaft, die in Kairo eine Akademie eröffnet hatte. Hier griffen, wie er schreibt, Muslime, Christen und Juden in Reden und Vorträgen die alten Religionen an und verkündeten eine neue Offenbarung. Während seiner Ausbildung am Dār al-ʿulūm verbrachte al-Bannā seine freie Zeit in Buchhandlungen und Bibliotheken sowie in religiösen Zirkeln. Seine wichtigste Bezugspersion in diesen Jahren war der islamische Aktivist und Publizist Muhibb ad-Dīn al-Chatīb, der 1926 die Gesellschaft der muslimischen jungen Männer und die Wochenzeitschrift al-Fath gründete.

## Gründung und Aufbau der Muslimbruderschaft
1927 trat Hasan al-Bannā eine Stelle als Volksschullehrer in Ismailia am Sueskanal an. Dort gründete er mit sechs Arbeitern der Sueskanal-Gesellschaft im Jahre 1928 die Muslimbruderschaft (ǧamʿīyat al-iḫwān al-muslimīn) zur Verbreitung islamischer Moralvorstellungen und der Unterstützung wohltätiger Aktionen. 1930 erbaute die Gruppe in Ismailia eine eigene Moschee. Über ihr wurde eine Schule für 200 Knaben errichtet. Ein wichtiger Weggefährte al-Bannās in dieser Zeit war Muhammad Saʿīd al-ʿUrfī, ein syrischer Gelehrter und Politiker aus Deir ez-Zor, der wegen seiner Widerstandsaktivitäten gegen die französische Mandatsmacht aus Syrien verbannt worden und nach Ägypten ausgewichen war. Er beriet al-Bannā beim Aufbau seiner neuen Organisation und empfahl ihm, die von ihm gegründete Knabenschule nach dem Ort, an dem Mohammed seine erste Offenbarung erhalten hatte, „Islamisches Hirā'-Institut“ (maʿhad Ḥirāʾ al-islāmī) zu nennen.
Al-Bannās Missions- und Bildungsaktivitäten stießen allerdings bei einigen Gelehrten auch auf Ablehnung. Einer von ihnen verbreitete, dass sich al-Bannā von seinen Anhängern als Gott verehren lasse. Al-Bannā berichtet in seinen Memoiren, dass er den Gelehrten zusammen mit verschiedenen Muslimbrüdern zu Hause aufsuchte, um das Missverständnis auszuräumen. 1933 zog al-Bannā nach Kairo um und verlegte auch den Sitz der Bruderschaft dorthin.

## Die Daʿwa-Reden
Al-Bannās frühes Denken lässt sich vor allem anhand seiner Schriften erkennen, die er in der vereinseigenen Zeitschrift al-Ichwān al-muslimūn veröffentlichte. Dazu gehören unter anderem seine beiden Reden Ilā aiyi šaiʾ nadʿū n-nās („Wozu rufen wir die Menschen?“; Mitte 1934) und Daʿwatu-nā („Unsere Daʿwa“; 1935). Darin wies er auf die Notwendigkeit der Daʿwa hin, der inneren Mission unter Muslimen, die den Bezug zum Islam verloren hatten. Diese Daʿwa sollte seiner Auffassung nach auch mit modernen Mitteln wie Zeitungen, Theaterstücken, Filmen, Grammophon (ḥākk) und Radio (miḏyāʿ) erfolgen.
Programmatischen Charakter hat die folgende Passage aus Daʿwatu-nā, die deutlich macht, welche weitgehenden Vorstellungen al-Bannā mit der Daʿwa und dem Islam verband:

„Höre, o Bruder. Unsere Daʿwa ist eine Daʿwa, die im weitesten Sinne islamisch ist, denn dieses Wort hat eine weitere Bedeutung, als es die Leute gemeinhin annehmen. Wir glauben nämlich, dass der Islam ein umfassendes Konzept ist, das alle Bereiche des Lebens ordnet, Aufschluss zu jeder ihrer Angelegenheiten gibt und dafür eine feste und präzise Ordnung vorgibt. Er steht nicht hilflos vor den Problemen des Lebens oder den Systemen, die notwendig sind, um das Wohlergehen der Menschen zu befördern. Einige Menschen haben fälschlicherweise angenommen, dass der Islam auf bestimmte gottesdienstliche Handlungen oder geistliche Haltungen beschränkt ist. So haben sie ihr Verständnis auf diese engen Kreise beschränkt. Wir aber verstehen den Islam anders in einem klaren und breiten Sinn als etwas, das die Angelegenheit des Diesseits und Jenseits ordnet. Wir stellen diese Behauptung nicht von uns aus auf. Vielmehr haben wir das aus dem Buch Gottes und der Lebensweise der ersten Muslime gelernt.“

In beiden Schriften wandte sich al-Bannā auch gegen den zu seiner Zeit verbreiteten Nationalismus (qaumīya), insbesondere gegen diejenigen Formen, die mit Überlegenheitsgefühl und Aggression verbunden waren. Ihm stellte er einen eigenen islamischen Nationalismus gegenüber, der allein auf die Verbundenheit (wilāya) mit Gott gegründet sein sollte. Die „islamische Kolonialherrschaft“ (istiʿmār islāmī) der Vergangenheit, so meinte er, sei wesentlich humaner gewesen als der Kolonialismus der Gegenwart, weil der muslimische Kolonialherr (al-mustaʿmir al-muslim) die Länder nur erobert habe, um das „Wort der Wahrheit“ (kalimat al-ḥaqq) zu erhöhen und die Lehren des Korans zu verbreiten.

## Der offene Brief „Hin zum Licht“
Im Oktober 1936 wandte sich al-Bannā mit einem offenen Brief mit dem Titel Naḥwa n-nūr („Hin zum Licht“) an den ägyptischen König Faruq und andere politische und religiöse Persönlichkeiten der islamischen Welt und rief sie darin dazu auf, sich aktiv für eine islamische Gesellschaftsordnung einzusetzen. Die Muslime, so forderte er, sollten sich darauf besinnen, dass Gott sie im Koran (Sure 3:110) als die beste Gemeinschaft bezeichnet habe, die den Menschen erstanden sei. Im Gegensatz zu dem europäischen Nationalismus, wie er in den Formeln „Deutschland über alles“, „Italien über alles“ oder „Britannien, herrsche!“ zum Ausdruck komme, sei dies allerdings nicht im Sinne von Asabiyya und falschem Stolz zu verstehen. Vielmehr ziele das Gemeinschaftsgefühl, das der Islam generiere, auf die Verwirklichung eines ethischen Prinzips ab, nämlich des im Koran genannten Gebietens des Rechten und Verbietens des Verwerflichen. Al-Bannā setzte sich in dieser Schrift für eine Rückkehr zum ursprünglichen Islam und die Errichtung einer islamischen Ordnung ein. Die allgemeinen Statuten des Islam, so meinte er, seien die besten, die es je in der Geschichte der Menschheit gegeben hat. Zu den politischen, juristischen und administrativen Reformen, die er in dieser Schrift forderte, gehören:
1. Eliminierung des Parteienwesens und Führung der politischen Kräfte der Umma in eine vereinigte Front
2. Reform der Gesetzgebung in Übereinstimmung mit der islamischen Scharia in allen Einzelheiten
3. Stärkung des Heeres, Vermehrung der Mannschaften der Jugend, Entzündung ihres Kampfgeistes auf der Grundlage des islamischen Dschihad
4. Stärkung der Beziehungen zwischen den islamischen Ländern, insbesondere zwischen den arabischen Ländern, um das ernsthafte Nachdenken über die Angelegenheit des verlorenen Kalifats zu erleichtern
5. Verbreitung des islamischen Geistes in den Regierungsbehörden
6. Beobachtung des persönlichen Verhaltens der Beamten, weil es keinen Unterschied zwischen persönlichem und beruflichem Leben geben darf
7. Festlegung der Arbeitszeiten in der Weise, dass sie die Erfüllung gottesdienstlicher Pflichten ermöglicht
8. Eliminierung von Korruption und Günstlingswirtschaft
9. Ausrichtung aller regierungsamtlichen Vorgaben (Feiertage, Dienstzeiten) an den islamischen Vorschriften
10. Einstellung von Azhar-Absolventen in militärischen und administrativen Ämtern.[33]

## Politisierung
1938 glorifizierte al-Bannā in dem Traktat Die Todesindustrie den Tod des individuellen Gläubigen aus religiösen Beweggründen als Mittel zur Durchsetzung politischer Forderungen. Nachdem al-Bannā in mehreren Ansprachen in Damanhur den Imperialismus attackiert und die Einführung der Scharia gefordert hatte, wurde er im Oktober 1941 zusammen mit anderen prominenten Muslimbrüdern festgenommen. Aus allen Teilen des Landes trafen daraufhin Petitionen mit insgesamt 11.000 Unterschriften in Kairo ein, die seine Freilassung forderten. Er bekam Besuch vom Minister für Versorgungswesen und wurde schon im November des gleichen Jahres gegen den ausdrücklichen Wunsch der Briten aus der Haft entlassen.
Nach dem Zweiten Weltkrieg publizierte al-Banna 1946 eine Lobrede auf Mohammed Amin al-Husseini, den Großmufti von Jerusalem, dem er sich politisch und religiös verbunden fühlte:

„Der Mufti ist so viel wert wie eine ganze Nation. Der Mufti ist Palästina, und Palästina ist der Mufti. O Amin! Was bist Du doch für ein großer, unbeugsamer, großartiger Mann! Hitlers und Mussolinis Niederlage hat Dich nicht geschreckt. Was für ein Held, was für ein Wunder von Mann. Wir wollen wissen, was die arabische Jugend, Kabinettsminister, reiche Leute und die Fürsten von Palästina, Syrien, Irak, Tunesien, Marokko und Tripolis tun werden, um dieses Helden würdig zu sein, ja dieses Helden, der mit der Hilfe Hitlers und Deutschlands ein Empire herausforderte und gegen den Zionismus kämpfte. Deutschland und Hitler sind nicht mehr, aber Amin el-Husseini wird den Kampf fortsetzen.“

## Konfrontation mit der ägyptischen Regierung und Ermordung
Nachdem es der Muslimbruderschaft nach dem Zweiten Weltkrieg gelungen war, großen Einfluss im ägyptischen Staat zu gewinnen, nahmen die Spannungen zwischen der Bruderschaft und der Regierung zu, bis es schließlich zur völligen Eskalation im Machtkampf zwischen Muslimbruderschaft und der erstarkten Wafd-Partei kam.
Nach Anschlägen von angeblichen Muslimbrüdern auf Politiker und der Vermutung eines bevorstehenden Staatsstreichs von Seiten der Muslimbrüder verbot Premierminister Mahmud an-Nukraschi Pascha die Bruderschaft 1948, woraufhin er selber im Dezember 1948 einem Anschlag von militanten Muslimbrüdern zum Opfer fiel.
Al-Banna wurde am Abend des 12. Februar 1949 auf der normalerweise belebten, zu diesem Zeitpunkt aber unbeleuchteten und weitgehend menschenleeren Ramses-Straße in Kairo erschossen. Der Täter war ein Offizier der Politischen Polizei des Innenministeriums. Im weiteren Verlauf brachte ein Militärjeep den Leichnam des im Krankenhaus verstorbenen Al-Banna in das Haus der Familie. Drei seiner Brüder waren zu diesem Zeitpunkt bereits verhaftet und das Haus abgeriegelt. Da nach islamischem Brauch ein Toter innerhalb von 24 Stunden bestattet werden soll, wurde er am nächsten Morgen ohne Zeremonie bestattet. Einer der wenigen, die sich der polizeilichen Anordnung widersetzten und der Familie ihr Beileid aussprachen, war der koptische Politiker und spätere Finanzminister Makram Ebaid. 1951 wurde der Richter Hasan al-Hudaybi sein Nachfolger.

## Schriften
Hasan al-Bannās Memoiren
- Muḏakkirāt ad-daʿwa wa-d-dāʿiya. Maṭābiʿ al-Kitāb al-ʿArabī, Kairo, circa 1951. Online-Version hier abrufbar. - Englische Übersetzung unter dem Titel: Memoirs of Hasan al Banna Shaheed, translated by Muhammad Naeem Shaikh. International Islamic Publishers, Karachi, 1982.
- Tagebuch von 1915 bis 1932. Kritische Ausgabe. Aus dem Englischen übersetzt und kommentiert von Michael Fisch. Weidler Buchverlag, Berlin 2022, ISBN 978-3-89693-778-0. (= Beiträge zur transkulturellen Wissenschaft. Band 19.)

Textausgaben und Übersetzungen von Hasan al-Bannās Traktaten
- Ar-Rasā'il aṯ-ṯalāṯ. Daʿwatu-nā, Ilā aiyi šaiʾ nadʿū an-nās, Naḥwa n-nūr. Dār aṭ-ṭibāʿa wa-n-našr, Kairo, ca. 1977.
- Five Tracts of Hasan al-Banna, eine Auswahl aus der Majmūʿat rasāʾil al-Imām al-shahīd, aus dem Arabischen übersetzt und mit Anmerkungen versehen von Charles Wendell, University of California Press, Berkeley u. a. 1978, ISBN 0-520-09584-7
- To what do we invite humanity?, Übersetzung von Ilā aiyi šaiʾ nadʿū n-nās
- What is our Message?, Übersetzung von Daʿwatu-nā
- Towards the Light, Übersetzung von Naḥwa n-nūr
- Between Yesterday and Today, Übersetzung von Baina l-ams wa-l-yaum
- Letter to a Muslim Student (mit Biografie und Einführung; PDF; 300 kB)
- Peace in Islam
- Al-'Aqaa'id The Islamic Creed
- JIHAD a comprehensive view
- Jihad in Islam

## Audio
- Vor 75 Jahren Hasan al-Banna, Gründer der Muslimbruderschaft, erschossen, 4.58 Minuten Audio-Version von Marc Thörner, Deutschlandfunk Kalenderblatt, 12. Februar 2024